# Piazza Grande (chanson)
Pour les articles homonymes, voir Piazza Grande.
Chansons de Lucio Dalla au Festival de Sanremo
4 marzo 1943 (jumelée à l'Equipe 84) 
(1971 (it)) Nanì (it) (avec Pierdavide Carone) 
(2012)
Singles de Lucio Dalla
Il colonnello
(1972) Sulla rotta di Cristoforo Colombo
(1974)
Piazza Grande (« Grande Place ») est une chanson de Lucio Dalla, sortie en 1972 et composée par Lucio Dalla, Gianfranco Baldazzi, Sergio Bardotti et Rosalino Cellamare.
Présentée par la première fois au Festival de Sanremo 1972, elle s'y classe 8e avec 68 points obtenus.

## La chanson

### Contexte
La chanson est née de la guitare de Ron, avec un thème de genre country américain; mais dans les versions suivantes, arrangée avec instruments à plectre (guitare portugaise et mandoline) et arpèges de guitare acoustique, qui rappelle le fado.
En particulier la chanson ressemble fortement à Vou Dar de Beber à Dor chantée en 1968 par Amalia Rodrigues.
Les paroles sont signées par Gianfranco Baldazzi et Sergio Bardotti.
Selon Lucio Dalla, la chanson parle de Piazza Maggiore de Bologne; tandis que Gianfranco Baldazzi, a déclaré au cours dans l'émission La Storia siamo noi (it) du 18 novembre 2011 diffusée par la RAI que la chanson (qui parle d'un bohémien) né se réfère pas à Piazza Maggiore mais à Piazza Cavour (it)  une autre place  de Bologne, où l'auteur-compositeur habitait quand il était jeune.

### Reprises
- Ron
- Francesco De Gregori
- Fiorello
- Gianni Morandi et Enrico Ruggeri
- Tosca et Sílvia Pérez Cruz[4]

## Le single
Toute la musique est composée par Lucio Dalla.
| No | Titre                        | Paroles                                 | 2e compositeur     | Durée |
| -- | ---------------------------- | --------------------------------------- | ------------------ | ----- |
| A. | Piazza Grande (Sanremo 1972) | - Gianfranco Baldazzi - Sergio Bardotti | Rosalino Cellamare | 3:14  |
| B. | Convento di pianura          | Paola Pallottino (it)                   |                    | 3:52  |